# Accursio Bentivegna
Accursio Bentivegna (Sciacca, 21 juni 1996) is een Italiaans voetballer die bij voorkeur als vleugelspeler speelt. Hij stroomde in 2014 door vanuit de jeugd van US Palermo.

## Clubcarrière
Bentivegna werd geboren in de Siciliaanse stad Sciacca. Hij speelde in de jeugd bij US Palermo. Op 31 augustus 2014 debuteerde hij in de Serie A tegen UC Sampdoria. In zijn eerste seizoen kwam hij niet verder dan drie korte invalbeurten. Daarom besloot de club de vleugelaanvaller het seizoen erop te verhuren aan Como. In vijftien competitieduels maakte hij één treffer in de Serie B. Op 21 augustus 2016 kreeg Bentivegna zijn eerste basisplaats in de Serie A in het thuisduel tegen US Sassuolo.

## Interlandcarrière
Bentivegna kwam reeds uit voor meerdere Italiaanse nationale jeugdelftallen. In 2015 debuteerde hij in Italië –20.